# Ерні Кемпбелл
Вільям Ернест „Ерні“ Кемпбелл (англ. William Ernest "Ernie" Campbell; нар. 20 жовтня 1949, Сідней, Австралія) — австралійський футболіст, нападник.

## Клубна кар'єра
Народився в Сіднеї. Футбольну кар'єру розпочав у клубі «Кентербері-Марріквілль». У 1965 році виїхав до Англії, де підписав контракт з «Челсі». У складі лондонців закріпитися в стартовому складі, а через декілька місяців повернувся до Австралії. У 1967—1970 роках виступав за «АПІА Лейхгардт». У 1971 році перейшов до «Марконі Фаєрфілд», в якому грав до 1977 року. У футболці «Марконі» став віце чемпіоном Національної футбольної ліги. У 1978—1980 роках грав у «Сідней Сіті», разом з командою виграв чемпіонат Австралії 1980 року. Футбольну кар'єру завершив 1981 року в клубі «Сент-Джордж».

## Кар'єра в збірній
У футболці національній збірній Австралії дебютував 21 листопада 1971 року в програному (1:3) матчі проти Ізраїлю в Мельбурні. У 1973 році Австралія вперше виборола путівку на чемпіонат світу (1974 року). На турнірі в ФРН не зіграв один матч групового етапу (ФРН 0:3), який став останнім в кар'єрі Кемпбелла. У складі збірної виступав з 1971 по 1975 рік, за цей час зіграв 24 матчі, в яких відзначився 3-а голами.